# Actenoides bougainvillei excelsus
Il martin pescatore coi baffi di Guadalcanal (Actenoides bougainvillei excelsus) è una specie di martin pescatore endemica dell'Isola di Guadalcanal, si tratta di una sottospecie del Actenoides bougainvillei. Vive in canopee in altitudini comprese tra i 900 e 1100 m.
È così chiamato per via della striscia di piume blu che vanno dal becco al retro della testa. Gli esemplari maschi hanno il piumaggio della schiena di cole blu, le femmine di colore verdastro. Questo tipo di martin pescatore è talmente raro da essere stato individuato solo due volte; una volta negli anni venti e un'altra nel 1953. Entrambi gli avvistamenti riguardavano esemplari femmine.
Nel settembre 2015, per la prima volta è stato fotografato e abbattuto un esemplare maschio a Guadalcanal.